# Nissan Platina

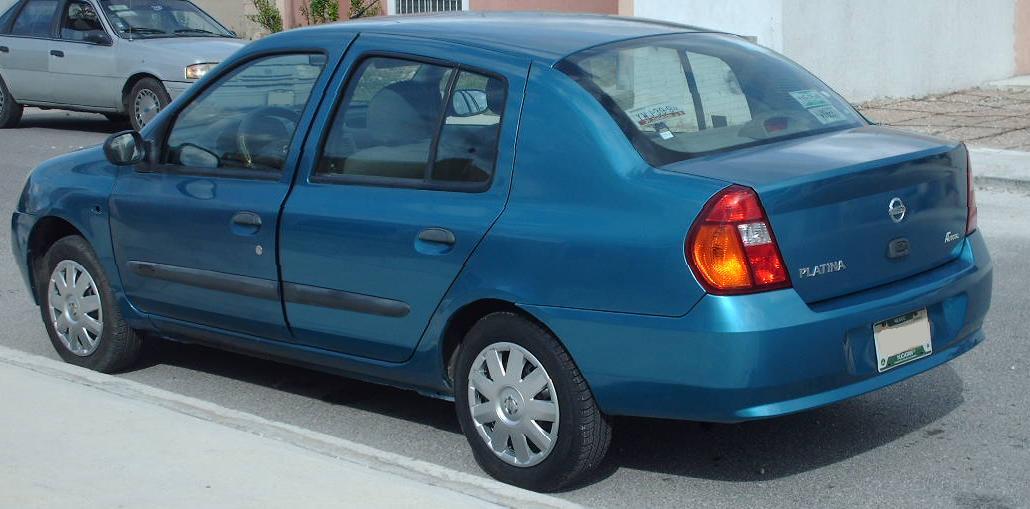
Nissan Platina od tyłu

Nissan Platina – bliźniaczy samochód Renault Thalii oferowany wyłącznie w Meksyku. Jego debiut nastąpił w 2003 roku na Mexico Auto Show.

## Opis modelu
Model Nissan Platina jest produkowany w jednym z zakładów firmy Nissan Mexicana S.A. w Meksyku (w Aguascalientes lub Cuernavaca) na zlecenie firmy Renault i z wykorzystaniem dostarczanych przez nią podzespołów. Samochód ten nieznacznie różni się od Renault Thalia stylistyką przedniego i tylnego zderzaka, atrapą oraz przednimi reflektorami. Sprzedawany jest w sieci koncernu Nissan w Meksyku. Zakończono produkcję tego modelu w 2010 roku.